# Chloropipo
Genre
Chloropipo est un genre d'oiseaux de la famille des Pipridae.

## Liste des espèces
Selon la classification de référence du Congrès ornithologique international (version 7.3, 2017) :
- Chloropipo flavicapilla (Sclater, PL, 1852)
- Chloropipo unicolor Taczanowski, 1884